# سهزاب
سهزاب یکی از روستاهای شهرستان سرآب در استان آذربایجان شرقی ایران است. این روستا در خاور شهر سرآب جای گرفته‌است.
بر اساس سرشماری سال ۱۳۸۵، جمعیت این روستا ۶۸۳ نفر (۲۰۱ خانوار) بوده‌است.
روستای سهزاب در نزدیکی روستای آغمیون واقع شده‌است.

## نگارخانه

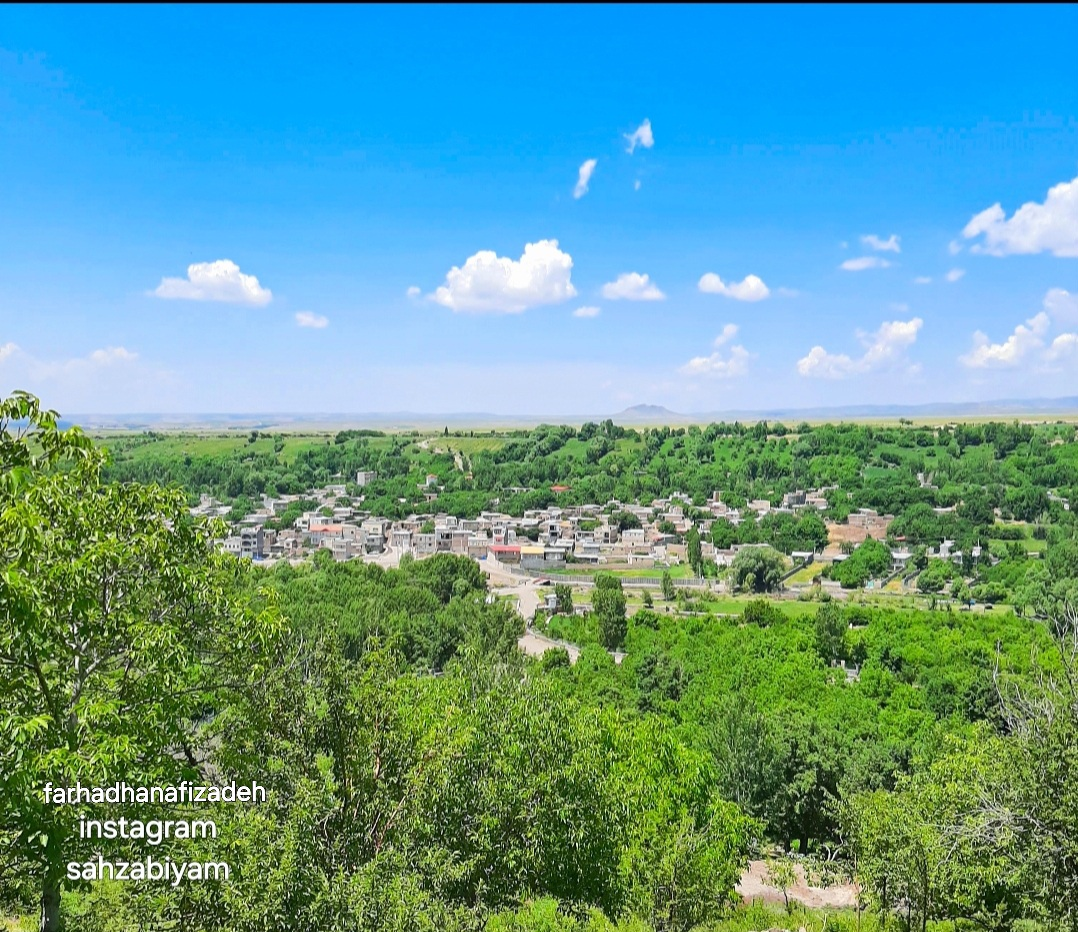
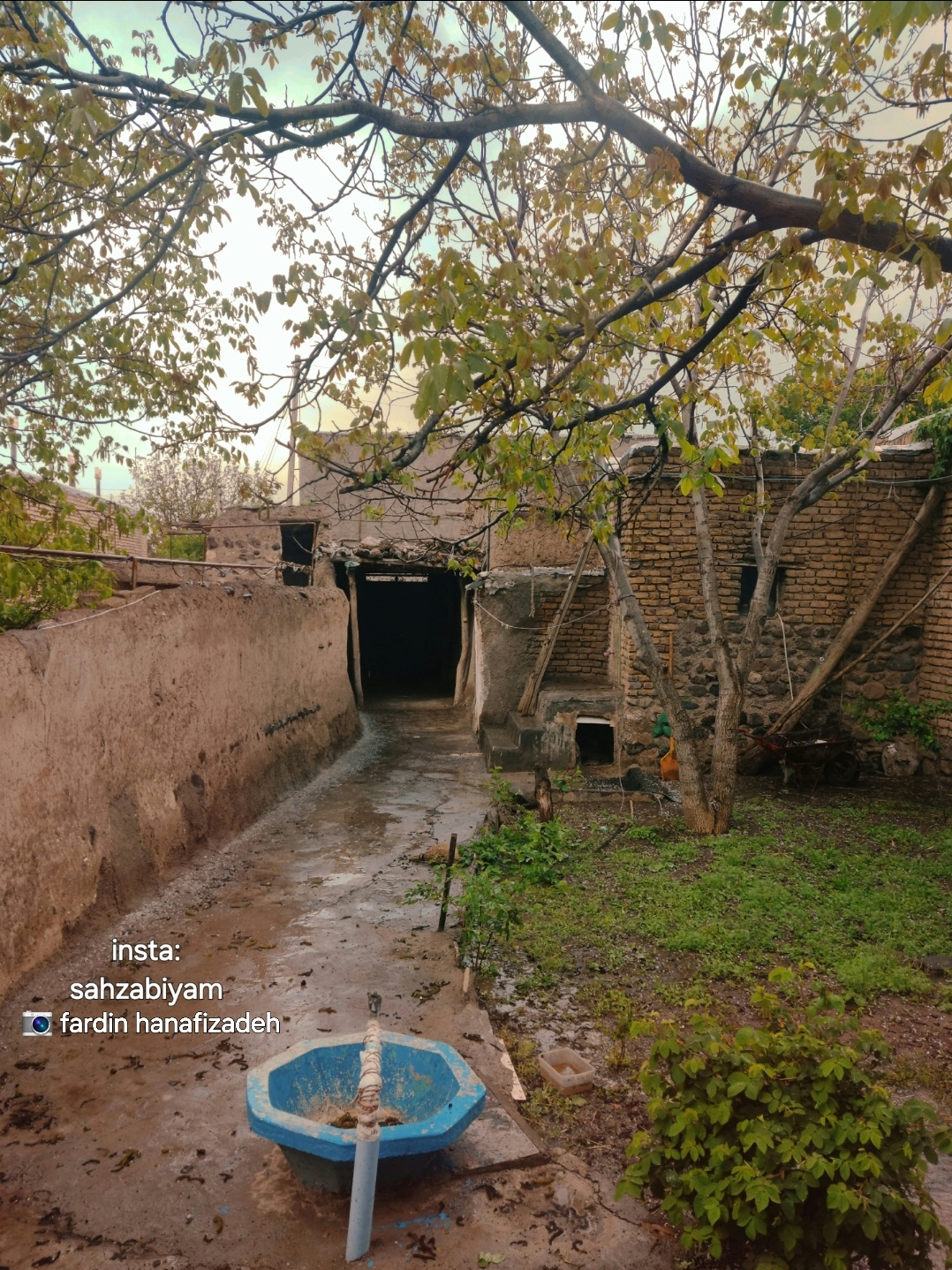
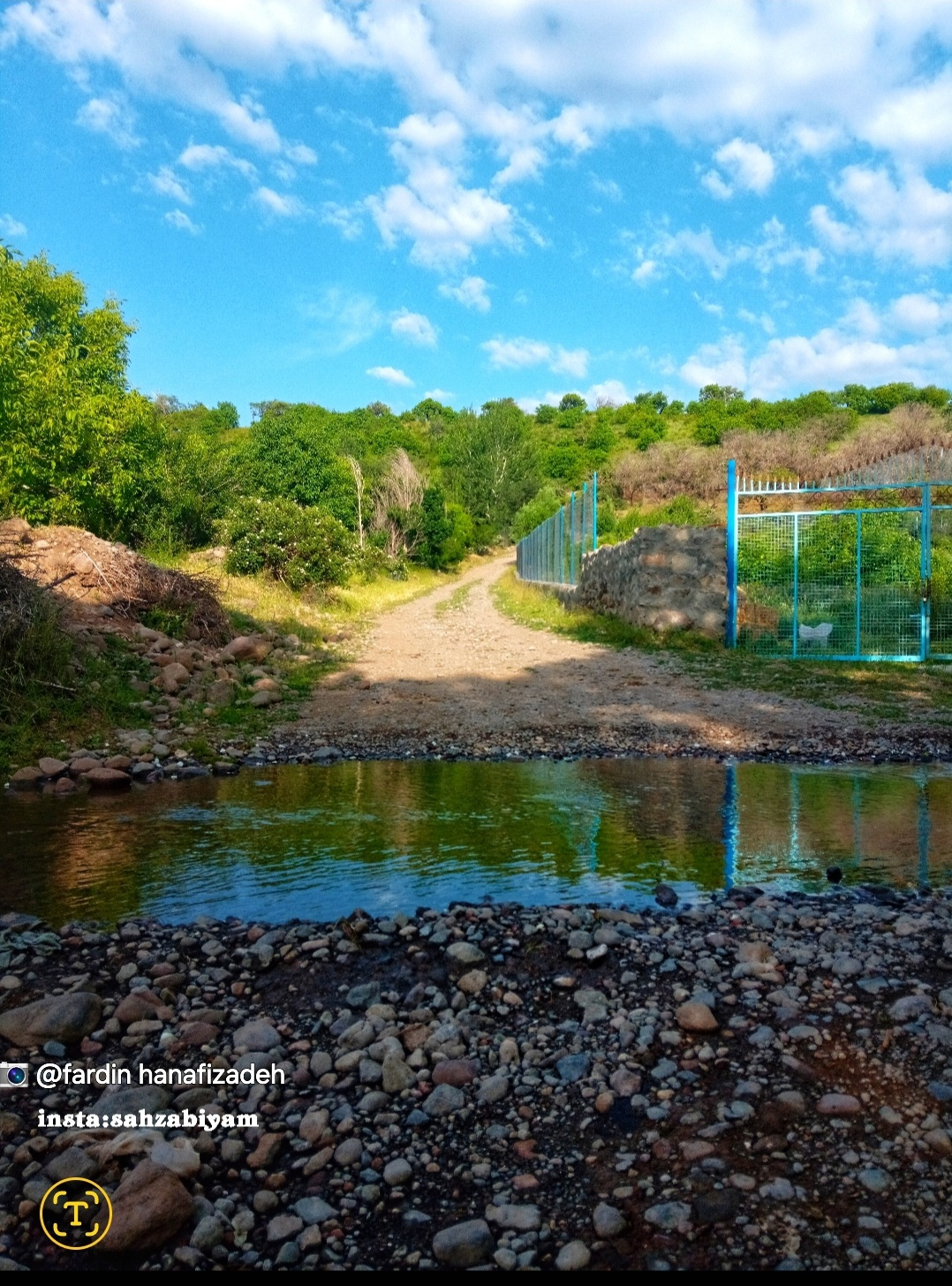
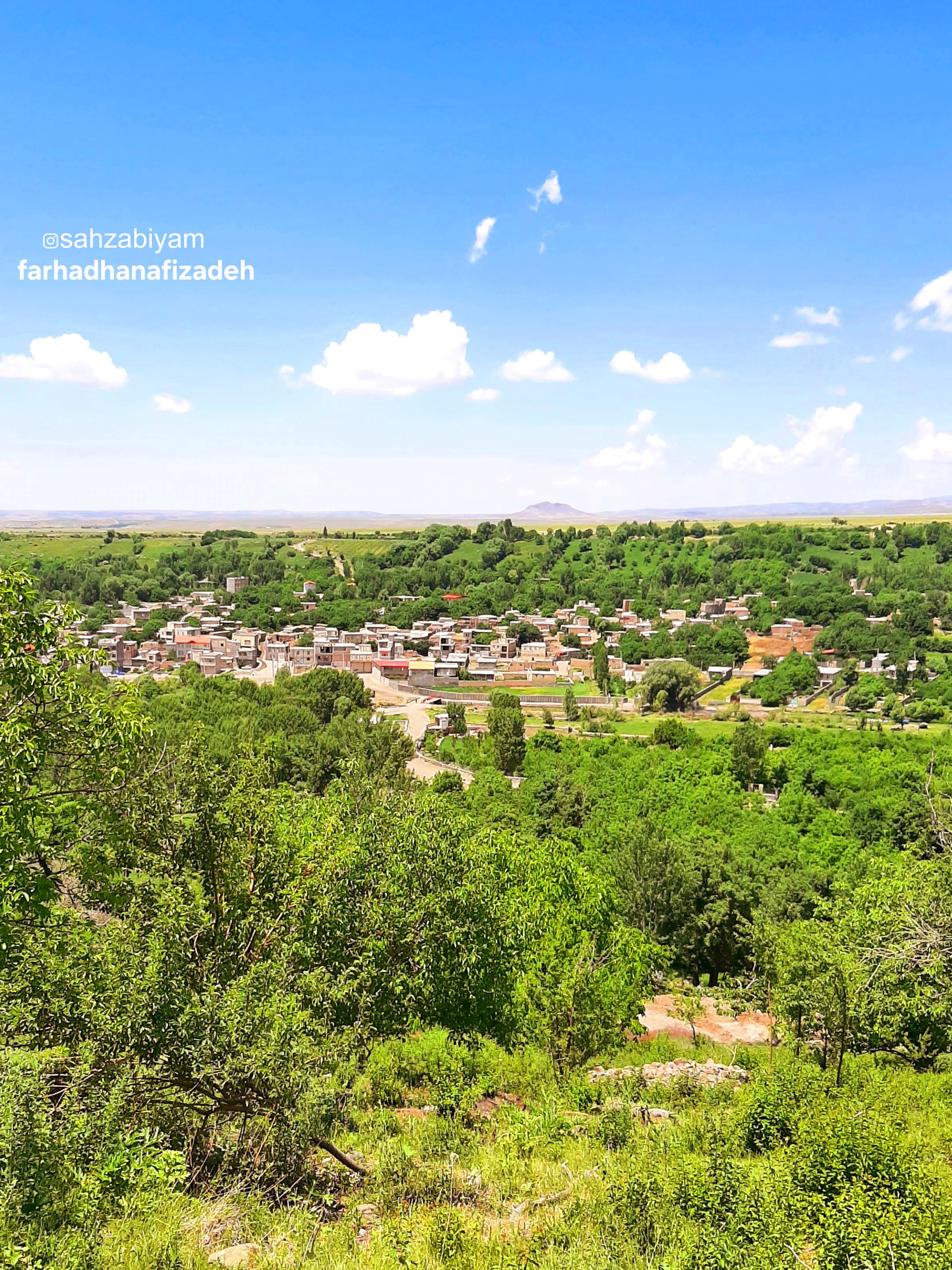

## پل معلق
در بهار سال ۱۴۰۳ عملیات عمرانی احداث بزرگترین پل معلق خاورمیانه در روستای سهزاب آغاز شد و پس از آن عملیات اجرایی احداث کلبه‌های سوئیسی، فروشگاه و ... آغاز خواهد شد.